# Some Girls (album)
Pour les articles homonymes, voir Some Girls.
Albums de The Rolling Stones
Love You Live
(1977) Emotional Rescue
(1980)
Singles
1. Miss You
Sortie : 10 mai 1978
2. Beast of Burden
Sortie : 9 septembre 1978
3. Respectable
Sortie : 15 septembre 1978
4. Shattered
Sortie : 29 novembre 1978

Some Girls est le quatorzième album studio des Rolling Stones. Il est sorti le 9 juin 1978 sur le label Rolling Stones Records et a été produit par The Glimmer Twins.

## Historique
En 1978, le phénomène punk bat son plein et la musique disco inonde les ondes radiophoniques. Dans ce contexte où le rock n'est plus prédominant chez la jeunesse, les Rolling Stones publient Some Girls, soufflant le chaud (le tube aux accents disco Miss You) et le froid, sous forme de rocks bruts (When The Whip Comes Down, Some Girls, Lies, Respectable, Before They Make Me Run, Shattered). Côté ballades, Just My Imagination (reprise des Temptations), Far Away Eyes (aux accents country) et Beast Of Burden, complètent le disque. L'album est souvent considéré comme le meilleur réalisé avec Ron Wood[réf. nécessaire].
En France, l'album s'est vendu à 365 100 exemplaires.
À noter, la présence de plusieurs musiciens de renom, Ian McLagan des Faces au piano, l'ex-King Crimson Mel Collins au saxophone, le batteur de Bad Company Simon Kirke aux congas, John Fogerty de Creedence Clearwater Revival et Matt Clifford sont aussi présents.

## Genèse
Mick Jagger est généralement considéré comme la principale force créatrice de Some Girls. Keith Richards a eu des problèmes juridiques pendant une grande partie de 1977, ce qui a entraîné une pause des tournées durant l'année, à l'exception de deux concerts au Canada au printemps pour l'album live Love You Live. Jagger a écrit uniquement Miss You, ainsi que Lies et When the Whip Comes Down. En plus du punk, Jagger prétend avoir été influencé par le disco, lors de l'enregistrement de Some Girls, et cite la ville de New York comme une inspiration majeure, une explication de sa préoccupation lyrique pour la ville tout au long de l'album.

« L'inspiration pour [Some Girls] était vraiment l'ambiance et les habitudes de la ville de New York. Je pense que cela lui a donné une ossature et un son dur supplémentaires. Et puis, bien sûr, il y avait le truc punk qui avait commencé en 1976. Le punk et le disco se déroulaient en même temps, donc c'était une période assez intéressante à New York et à Londres aussi. À Paris, il y avait également du punk là-bas, on trouvait beaucoup de musique dansante. Paris et New York avaient toute cette musique de danse latine, ce qui était vraiment merveilleux. Beaucoup plus intéressant que les trucs qui sont venus après. »

— Mick Jagger, 1995
L'arrivée de Ronnie Wood dans le groupe est au moins aussi importante pour la revitalisation du groupe, car Some Girls est le premier album enregistré avec lui en tant que membre à part entière. Contrairement au style de guitare de Mick Taylor, le style de jeu de Wood se confond avec celui de Richards, et le jeu de guitare slide devient l'une des caractéristiques du groupe. Ses utilisations non conventionnelles de l'instrument figurent en bonne place sur l’album Some Girls et contribuent au processus d'écriture. Wood a rappelé plus tard que travailler avec les Stones est une expérience différente de celle vécue avec Rod Stewart, déclarant « Je n'avais jamais travaillé aussi intensément auparavant sur un projet ». De plus, Jagger, qui a appris à jouer de la guitare au cours de la décennie précédente, contribue à une troisième partie de guitare sur de nombreuses chansons. Cela donne à des chansons comme Respectable un alignement de trois guitares.
Début 1977, le groupe est inquiet à la suite de l'arrestation très médiatisée de Richards pour possession d'héroïne à Toronto. En effet, il existe une possibilité qu'il soit envoyé en prison pour plusieurs années. Cependant, en raison du jugement qui stipule que Richards était éloigné des habitudes de vol et de la culture antisociale associée à la consommation d'héroïne, il a été condamné légèrement. Il reçoit pour peine l’obligation de jouer un concert de charité au profit de l'Institut national canadien pour les aveugles qui aura lieu à Oshawa, en Ontario, en 1979. Les Rolling Stones vont y donner deux représentations et vont également présenter les New Barbarians avec Wood et Richards à la basse.
Les répétitions de Some Girls commencent en octobre 1977 et durent un mois. Les premières prises de l'enregistrement ont lieu en novembre. Après une interruption entre Noël et le Nouvel An, les sessions d’enregistrement se terminent en mars 1978. Dans le cadre de leur nouveau contrat d'enregistrement britannique avec EMI (restant avec Warner Music Group en Amérique du Nord uniquement), ils peuvent enregistrer aux studios Pathé-Marconi d'EMI à Paris,, un lieu où ils enregistreront fréquemment par la suite. Trois studios sont mis à la disposition du groupe : deux grands studios hauts de plafond, pourvu de capacités d'enregistrement sur 24 pistes et un studio plus modeste avec une capacité de 16 pistes. Le groupe choisit d'utiliser ce dernier comme espace de répétition et, bien que Jagger veuille déménager dans les plus grands studios, décide de rester dans le plus petit et de l'utiliser pour l'enregistrement.
Louis Bertignac, se trouvant dans les mêmes studios pour les répétitions du premier album de Téléphone, relate quelques parties d’improvisation avec Charlie Watts et Bill Wyman en attendant l'arrivée des autres membres,.
Selon Richards, les chansons sont écrites au jour le jour. Le groupe finit par enregistrer une cinquantaine de nouvelles chansons, dont plusieurs apparaissent modifiées sur la réédition de l'album en 2011, Emotional Rescue (1980) et Tattoo You (1981). L’approche de l'enregistrement de Chris Kimsey, alors ingénieur pour les sessions, donne vie à des enregistrements au son quelque peu dense comme Goats Head Soup (1973) et It's Only Rock 'n Roll (1974). La méthode d'enregistrement directe de Kimsey, associée à l'arrivée des amplis à la pointe de la technologie Mesa/Boogie Mark I donne un son de guitare brillant, direct et agressif,.

## Titres
Toutes les chansons sont écrites et composées par Mick Jagger et Keith Richards, sauf mention contraire.

### Face 1
| No | Titre                                                                         | Durée |
| -- | ----------------------------------------------------------------------------- | ----- |
| 1. | Miss You                                                                      | 4:48  |
| 2. | When the Whip Comes Down                                                      | 4:21  |
| 3. | Just My Imagination (Running Away with Me) (Norman Whitfield, Barrett Strong) | 4:38  |
| 4. | Some Girls                                                                    | 4:37  |
| 5. | Lies                                                                          | 3:12  |

### Face 2
| No  | Titre                   | Durée |
| --- | ----------------------- | ----- |
| 6.  | Far Away Eyes           | 4:24  |
| 7.  | Respectable             | 3:08  |
| 8.  | Before They Make Me Run | 3:25  |
| 9.  | Beast of Burden         | 4:25  |
| 10. | Shattered               | 3:47  |

### Disque bonus réédition 2011
1. Claudine - 3:42
2. So Young - 3:38
3. Do You Think I Really Care? - 4:22
4. When You're Gone - 3:51
5. No Spare Parts - 4:30
6. Don't Be a Stranger - 4:06
7. We Had It All - 2:54
8. Tallahassee Lassie - 2:37
9. I Love You Too Much - 3:10
10. Keep Up Blues - 4:20
11. You Win Again - 3:00
12. Petrol Blues - 1:35

## Personnel
- Mick Jagger – chant (sauf sur 8), chœurs (1-3, 6, 8-10), guitare électrique (1-5, 7), piano (6), percussion (10)
- Keith Richards – guitare électrique, guitare acoustique (4, 6, 8, 9), basse (4, 8), piano (6) chœurs (1-3, 6, 8-10), chant (8)
- Ronnie Wood – guitare électrique (sauf sur 6), pedal steel (2, 6, 10), guitare acoustique (4, 9), basse (10), chœurs (1-3, 6, 8, 10), grosse caisse (10)
- Bill Wyman – basse (1-3, 5-7, 9), synthétiseur (4)
- Charlie Watts – batterie

## Personnel additionnel
- Sugar Blue – harmonica (1, 4)
- Ian McLagan – piano électrique (1), orgue (3)
- Mel Collins – saxophone (1)
- Simon Kirke – congas (10)

## Personnel additionnel sur la réédition de 2011
- Ian Stewart – piano sur Claudine, So Young, Do You Think I Really Care?, Tallahassee Lassie, You Win Again, et Petrol Blues
- Chuck Leavell – piano solo sur So Young
- Don Was – basse sur Don't Be a Stranger; claquements de mains sur Tallahassee Lassie
- John Fogerty – claquements de mains sur Tallahassee Lassie
- Matt Clifford – percussions sur Don't Be a Stranger
- Sugar Blue - harmonica sur Don't Be a Strangeret We Had It All

## Charts et certifications

### Album
Charts
| Pays             | Durée du classement | Meilleur classement | Date             |
| ---------------- | ------------------- | ------------------- | ---------------- |
| Allemagne        | 25 semaines         | 6e                  | 1er août 1978    |
| Australie        | 20 semaines         | 3e                  | 14 août 1978     |
| Autriche         | 21 semaines         | 4e                  | 15 août 1978     |
| Belgique (V)     | 1 semaine           | 83e                 | 24 décembre 2011 |
| Canada           | 31 semaines         | 1er                 | 5 août 1978      |
| Espagne          | 2 semaines          | 59e                 | 27 novembre 2011 |
| États-Unis       | 88 semaines         | 1er                 | 15 juillet 1978  |
| France           | 62 semaines         | 2e                  | 2 août 1978      |
| Italie           | -                   | 6e                  | 1978             |
| Norvège          | 17 semaines         | 3e                  | 10 juillet 1978  |
| Nouvelle-Zélande | 28 semaines         | 1er                 | 16 juillet 1978  |
| Pays-Bas         | 33 semaines         | 3e                  | 1er juillet 1978 |
| Royaume-Uni      | 25 semaines         | 2e                  | 1er juillet 1978 |
| Suède            | 13 semaines         | 3e                  | 25 août 1978     |
| Suisse           | 5 semaines          | 48e                 | 4 novembre 2011  |

Certifications
| Pays             | Certification | Ventes      | Date             |
| ---------------- | ------------- | ----------- | ---------------- |
| États-Unis       | 6 × Platine   | 6 000 000 + | 31 mai 2000      |
| France           | Or            | 100 000 +   | 1978             |
| Nouvelle-Zélande | Platine       | 15 000 +    | 1er octobre 1978 |
| Pays-Bas         | Platine       | 100 000 +   | 1979             |
| Royaume-Uni      | Or            | 100 000 +   | 28 juin 1978     |

### Singles
Miss You
Respectable
| Chart            | Durée du classement | Position | Date             |
| ---------------- | ------------------- | -------- | ---------------- |
| UK Singles Chart | 9 semaines          | 23e      | 4 novembre 1978  |
| Mega Top 50      | 6 semaines          | 16e      | 18 novembre 1978 |

Beast of Burden
| Chart           | Durée du classement | Position | Date             |
| --------------- | ------------------- | -------- | ---------------- |
| RPM Top Singles | 12 semaines         | 9e       | 25 novembre 1978 |
| Hot 100         | 13 semaines         | 8e       | 11 novembre 1978 |

Shattered
| Chart           | Durée du classement | Position | Date            |
| --------------- | ------------------- | -------- | --------------- |
| RPM Top Singles | 11 semaines         | 32e      | 17 février 1979 |
| Hot 100         | 10 semaines         | 31e      | 3 février 1978  |